# USS Rich (DE-695)
Pour les autres navires du même nom, voir USS Rich.
L'USS Rich (DE-695) est un destroyer d'escorte de classe Buckley en service dans la Marine des États-Unis pendant la Seconde Guerre mondiale. Il fut le premier navire nommé en l'honneur du lieutenant Ralph M. Rich (en), un pilote de chasse du porte-avions USS Enterprise, récipiendaire de la Navy Cross pour son action durant la bataille de Midway.

## Construction et mise en service
Sa quille est posée le 27 mars 1943 par la société navale Defoe Shipbuilding Company à Bay City, dans le Michigan. Il est le troisième destroyer d'escorte à être construit dans ce chantier. Il est lancé le 22 juin 1943, parrainé par Mme Ralph McMaster Riche, veuve du lieutenant Rich. Ses essais précédents sa commission sont effectués dans le lac Huron.
Après sa mise en service, le Rich appareille de Bay City pour Chicago qu'il atteint le 24 septembre. Il traverse le Chicago Sanitary and Ship Canal, transitant ensuite par la rivière Chicago jusqu'à Joliet, où il fut attaché avec des pontons afin de passer par la rivière Des Plaines, l'Illinois et enfin le fleuve Mississippi pour servir de barge-remorqueur. Après avoir rejoint le chantier naval de Todd Johnson de La Nouvelle-Orléans, le reste de l'équipage prend place à bord et le navire est mis en service le 1er octobre 1943 sous le commandement du lieutenant commander E. A. Michel, Jr. (USNR).

## Historique
Après une série de tests au large des Bermudes, il effectue des patrouilles le long des côtes américaines au sein de la 19e escadre d’escorte jusqu'en février 1944. L'escadre comprenait alors les destroyers d'escorte Rich, Bull, Bunch, Bates, Amesbury, et Blessman.
À compter de mai, il est employé en qualité d’escorte de convois à travers l’Atlantique et le 10 mai, il effectue sa dernière traversée au départ de New York. Le 4 juin, il atteint Plymouth et reçoit la mission d’escorter le cuirassé USS Nevada et d’ouvrir la voie à la Task Force 125, une force de bombardement destinée à attaquer les positions allemandes dans le secteur d’Utah Beach. Le Jour J, il met en place un nuage de fumée visant à camoufler les plus importants bâtiments de guerre après une attaque d’E-Boote allemands.

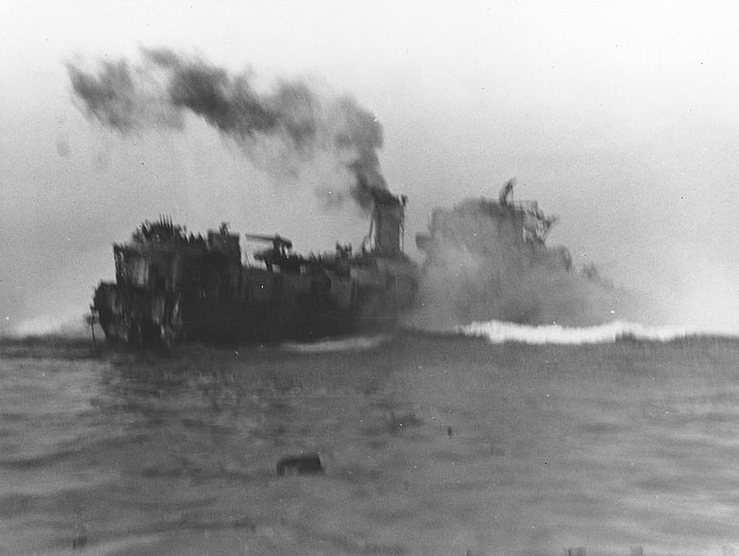
Le Rich en perdition au large de la Normandie le 8 juin 1944.

Le 8 juin 1944 à 8 h 30, l’USS Glennon heurte une mine sous-marine au nord-ouest des îles Saint-Marcouf et le commandant de la Task Force 125.8 à bord de l’USS Tuscaloosa lui ordonne de lui porter secours. Il lance un canot de sauvetage puis commence à tourner en rond autour du navire endommagé. Alors que le Glennon est remorqué par les dragueurs de mines Staff et Threat, l’USS Rich heurte une mine sous-marine à son tour à 9 h 20, endommageant tout son circuit électrique, mais sans plus de gravité. Une minute plus tard, l’équipage annonce qu’il est en mesure de relancer les machines. Mais trois minutes après, une mine explose directement sous le destroyer : il prend feu et son commandant, le lieutenant commander Michel, donne l’ordre d’abandonner le bâtiment qui commence à sombrer. Une troisième mine vient donner le coup de grâce deux minutes plus tard. Pendant ce temps, les batteries allemandes comme celle de Quinéville ouvrent le feu sur le navire en perdition, encerclé de petites embarcations et de PT boats destinées à lui porter secours.
En quinze minutes, le Rich coule à douze mètres de profondeur à la position 49° 31′ N, 1° 10,36′ O. Finalement, 91 membres d’équipage sont tués sur le coup ou des suites de blessures et 64 sont portés disparus sur un total de 213 hommes. Le lieutenant commander Michel — qui subit une fracture à la jambe, fut décoré de la Navy Cross pour son héroïsme lors du naufrage.
Le Rich est le seul destroyer d'escorte américain perdu lors du débarquement.
L’épave est désarmée et tous ses équipements majeurs sont retirés après la bataille de Normandie. Elle est aujourd'hui la proie du temps, des éléments et des plongeurs.

## Décorations
Le Rich a reçu une Battle star pour son service dans la Seconde Guerre mondiale.